# Славинский, Пётр Михайлович
Пётр Михайлович Славинский (16 (28) октября 1899, Харьков — 2 мая 1977, Москва) — советский дирижёр. Народный артист Башкирской АССР (1944). Заслуженный артист РСФСР (1944).

## Биография
Окончил Московскую консерваторию (1928) как виолончелист, ученик Семёна Козолупова; затем изучал дирижирование там же. Ещё студентом начал играть в оркестре Большого театра, с 1936 г. работал дирижёром в оперных театрах различных городов СССР. В 1938 г. стал первым главным дирижёром новосозданного Башкирского государственного театра оперы и балета, в котором осуществил премьеры нескольких башкирских национальных опер: «Хакмар» Масалима Валеева, «Акбузат» Антонио Спадавеккиа и Халика Заимова, «Карлугас» Николая Чемберджи, «Ашкадар» и «Мэрген» Антона Эйхенвальда. В 1944 г. удостоен почётных званий Народный артист Башкирской АССР и Заслуженный артист РСФСР.
В послевоенные годы работал в Куйбышевском и Харьковском оперных театрах. В 1950 г. возглавил музыкальную часть Московского музыкального театра имени К. С. Станиславского и Вл. И. Немировича-Данченко. Среди постановок Славинского этого периода — опера Эдуарда Направника «Дубровский» с Сергеем Лемешевым в заглавной партии, записанная в качестве фильма-спектакля.
В 1961 г. перешёл во МХАТ.